# Pardosa dondalei
Pardosa dondalei là một loài nhện trong họ Lycosidae.
Loài này thuộc chi Pardosa. Pardosa dondalei được Mauricio Jiménez miêu tả năm 1986.